# Zhengde
Zhengde (25 oktober 1491 - 20 april 1521) was de 10e keizer van de Chinese Mingdynastie tussen 1505 en 1521. Geboren als Zhu Houzhao was hij de oudste zoon van keizer Hongzhi. Toen deze keizer stierf, volde Zhengde hem op. Zhengde was toen pas 14. Zijn gedrag vanaf dat moment was ronduit vreemd en onverantwoord.
Zo sloeg hij tijdens een groot lichtjesfestival buskruit op in het paleis, dat door een vonk volledig afbrandde. Ook reisde hij veel en was hij zelden in de Verboden Stad, van waaruit de meeste keizers regeerden. Zhengde hield er een groot harem op na, maar verwaarloosde de noodzakelijke voedselvoorraden voor de vrouwen aan te leggen, waardoor een deel van zijn harem overleed aan honger.
Zhengde liet het rijk grotendeels regeren door eunuchen die uit het noorden van het rijk kwamen. Dit zorgde voor grote corruptie, maar ook voor verwaarlozing van het zuiden van China. In 1510 liet Zhengde het hoofd van de eunuchen, Liu Jin, executeren. Jin zou een moordaanslag op Zhengde beramen om zijn eigen macht te verstevigen.
In 1521 geraakte de keizer, bij een reis op zijn boot, te water. Hij werd uit het water gered, maar werd ziek doordat hij enige tijd in het water van het Grote Kanaal had gelegen. In datzelfde jaar stierf hij.